# Ricardo Acuña (judista)
Ricardo Acuña Rivera (* 23. ledna 1971) je bývalý mexický zápasník – judista.

## Sportovní kariéra
V mexické mužské reprezentaci se prosazoval od roku 1993 v superlehké váze do 60 kg. Připravoval se v Ciudad de México a na zahraničních campech. V roce 1995 obdržel od MOV grant na půlroční přípravu na olympijskou sezonu v španělském Madridu. Na olympijských hrách v Atlantě v roce 1996 vybodoval ve druhém kole na tresty (šida) obhájce zlaté olympijské medaile Ázerbájdžánce Nazima Husejnova. Ve čtvrtfinále však vzdoroval na tatami Italu Girolamu Giovinazzimu pouhých 24 vteřin. Z oprav do bojů o medaile nepostoupil. Od roku 1998 přepustil pozici mexické reprezentační jedničky Cristobalu Aburtovi a v roce 1999 ukončil sportovní kariéru. Žije v Austrálii v Melbourne.

## Výsledky
| Turnaj                  | 1990            | 1991            | 1992            | 1993            | 1994            | 1995            | 1996            |
| Turnaj                  | 19              | 20              | 21              | 22              | 23              | 24              | 25              |
| Turnaj                  | superlehká váha | superlehká váha | superlehká váha | superlehká váha | superlehká váha | superlehká váha | superlehká váha |
| ----------------------- | --------------- | --------------- | --------------- | --------------- | --------------- | --------------- | --------------- |
| Olympijské hry          |                 |                 | —               |                 |                 |                 | úč.             |
| Mistrovství světa       |                 | —               |                 | úč.             |                 | úč.             |                 |
| Panamerické hry         |                 | —               |                 |                 |                 | ?               |                 |
| Panamerické mistrovství | —               |                 | —               |                 | 3.              |                 | 3.              |
| Středoamerické a k. hry |                 |                 |                 | 3.              |                 |                 |                 |
| MS juniorů              | úč.             |                 |                 |                 |                 |                 |                 |